# Cerros de la Calera
Cerros de la Calera est une ville de l'Uruguay située dans le département de Rivera. Sa population est de 136 habitants.

## Infrastructure
La route 28 (Ruta 28) est important dans cette ville.

## Population
| Année | Population |
| ----- | ---------- |
| 1963  | -          |
| 1975  | -          |
| 1985  | -          |
| 1996  | -          |
| 2004  | 136        |

,